# Mesocyclops holynskae
Mesocyclops holynskae – gatunek widłonoga z rodziny Cyclopidae. Nazwa naukowa tego gatunku skorupiaków została opublikowana w 2006 roku przez zoologa Tomislava Karanovicia.